# Giải vô địch bóng đá thế giới 1998
Giải vô địch bóng đá thế giới 1998 (tiếng Anh: 1998 FIFA World Cup, còn được gọi đơn giản là France 98) là lần tổ chức thứ 16 của Giải vô địch bóng đá thế giới, diễn ra tại Pháp từ ngày 10 tháng 6 đến ngày 12 tháng 7 năm 1998. Đây là lần thứ hai Pháp đăng cai giải đấu này (lần trước là vào năm 1938) và Pháp cũng trở thành quốc gia thứ hai của châu Âu hai lần tổ chức giải đấu (sau Ý). Đây cũng là giải đấu World Cup đầu tiên có sự hiện diện của 32 đội tuyển ở vòng chung kết, thay cho thể thức 24 đội được sử dụng trước đó.
Bài hát chính thức của giải đấu là "La Copa de la Vida (The Cup of Life)" do Desmond Child và Robi Rosa sáng tác và do Ricky Martin thể hiện.
Linh vật chính thức của giải đấu là Footix, một chú gà trống xanh dương, biểu tượng tiêu biểu cho nước Pháp, với dòng chữ "FRANCE 98" trên ngực. Thân của gà trống hầu như toàn màu xanh dương, giống như màu áo của Đội tuyển bóng đá quốc gia Pháp và được đặt tên theo từ kết hợp của "football" (bóng đá) và tiếp vị ngữ "-ix" từ Astérix, một nhân vật hoạt hình nổi tiếng.
Chủ nhà Pháp đã đoạt chức vô địch sau khi vượt qua đội đương kim vô địch Brasil ở trận chung kết với tỉ số 3–0.

## Vòng loại
170 đội bóng tham dự vòng loại và được chia theo sáu châu lục để chọn ra 30 đội vào vòng chung kết cùng với nước chủ nhà Pháp và đội đương kim vô địch thế giới Brasil.

### Các đội giành quyền tham dự
| AFC (4) - Iran (42) - Nhật Bản (12) - Ả Rập Xê Út (34) - Hàn Quốc (20) CAF (5) - Cameroon (49) - Maroc (13) - Nigeria (74) - Nam Phi (24) - Tunisia (21) OFC (0) - Không có đại diện (Úc thua Iran ở play-off liên lục địa) | CONCACAF (3) - Jamaica (30) - México (11) - Hoa Kỳ (14) CONMEBOL (5) - Argentina (6) - Brasil (1) (đương kim vô địch) - Chile (9) - Colombia (10) - Paraguay (29) | UEFA (15) - Áo (31) - Bỉ (36) - Bulgaria (35) - Croatia (19) - Đan Mạch (27) - Anh (5) - Pháp (18) (chủ nhà) - Đức (2) - Ý (14) - Hà Lan (25) - Na Uy (7) - România (22) - Scotland (41) - Tây Ban Nha (4) - Nam Tư (8) |  |

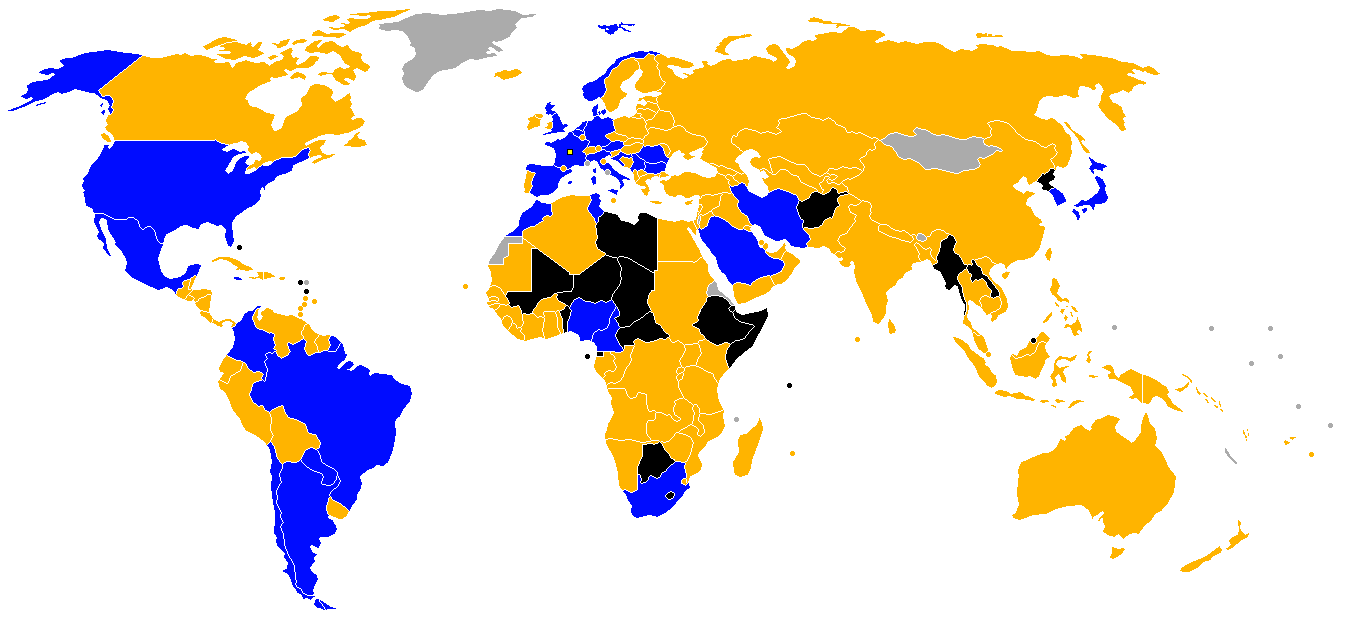
Đội giành quyền tham dự giải
Đội không vượt qua vòng loại
Đội không tham dự vòng loại
Đội không phải là thành viên của FIFA

## Các sân vận động
Mười sân vận động được sử dụng trong giải đấu này:
| Saint-Denis                                      | Marseille                                                                       | Paris                                                                           | Lyon                                                                            |
| ------------------------------------------------ | ------------------------------------------------------------------------------- | ------------------------------------------------------------------------------- | ------------------------------------------------------------------------------- |
| Stade de France                                  | Sân vận động Vélodrome                                                          | Sân vận động Công viên các Hoàng tử                                             | Sân vận động Gerland                                                            |
| 48°55′28″B 2°21′36″Đ / 48,92444°B 2,36°Đ         | 43°16′11″B 5°23′45″Đ / 43,26972°B 5,39583°Đ                                     | 48°50′29″B 2°15′11″Đ / 48,84139°B 2,25306°Đ                                     | 45°43′26″B 4°49′56″Đ / 45,72389°B 4,83222°Đ                                     |
| Sức chứa: 80.000                                 | Sức chứa: 60.000                                                                | Sức chứa: 48.875                                                                | Sức chứa: 44.000                                                                |
|                                                  |                                                                                 |                                                                                 |                                                                                 |
| Lens                                             | Saint-DenisMarseilleParisLensLyonNantesToulouseSaint-ÉtienneBordeauxMontpellier | Saint-DenisMarseilleParisLensLyonNantesToulouseSaint-ÉtienneBordeauxMontpellier | Saint-DenisMarseilleParisLensLyonNantesToulouseSaint-ÉtienneBordeauxMontpellier |
| Sân vận động Félix-Bollaert                      | Saint-DenisMarseilleParisLensLyonNantesToulouseSaint-ÉtienneBordeauxMontpellier | Saint-DenisMarseilleParisLensLyonNantesToulouseSaint-ÉtienneBordeauxMontpellier | Saint-DenisMarseilleParisLensLyonNantesToulouseSaint-ÉtienneBordeauxMontpellier |
| 50°25′58,26″B 2°48′53,47″Đ / 50,41667°B 2,8°Đ    | Saint-DenisMarseilleParisLensLyonNantesToulouseSaint-ÉtienneBordeauxMontpellier | Saint-DenisMarseilleParisLensLyonNantesToulouseSaint-ÉtienneBordeauxMontpellier | Saint-DenisMarseilleParisLensLyonNantesToulouseSaint-ÉtienneBordeauxMontpellier |
| Sức chứa: 41.300                                 | Saint-DenisMarseilleParisLensLyonNantesToulouseSaint-ÉtienneBordeauxMontpellier | Saint-DenisMarseilleParisLensLyonNantesToulouseSaint-ÉtienneBordeauxMontpellier | Saint-DenisMarseilleParisLensLyonNantesToulouseSaint-ÉtienneBordeauxMontpellier |
|                                                  | Saint-DenisMarseilleParisLensLyonNantesToulouseSaint-ÉtienneBordeauxMontpellier | Saint-DenisMarseilleParisLensLyonNantesToulouseSaint-ÉtienneBordeauxMontpellier | Saint-DenisMarseilleParisLensLyonNantesToulouseSaint-ÉtienneBordeauxMontpellier |
| Nantes                                           | Saint-DenisMarseilleParisLensLyonNantesToulouseSaint-ÉtienneBordeauxMontpellier | Saint-DenisMarseilleParisLensLyonNantesToulouseSaint-ÉtienneBordeauxMontpellier | Saint-DenisMarseilleParisLensLyonNantesToulouseSaint-ÉtienneBordeauxMontpellier |
| Sân vận động Beaujoire                           | Saint-DenisMarseilleParisLensLyonNantesToulouseSaint-ÉtienneBordeauxMontpellier | Saint-DenisMarseilleParisLensLyonNantesToulouseSaint-ÉtienneBordeauxMontpellier | Saint-DenisMarseilleParisLensLyonNantesToulouseSaint-ÉtienneBordeauxMontpellier |
| 47°15′20,27″B 1°31′31,35″T / 47,25°B 1,51667°T   | Saint-DenisMarseilleParisLensLyonNantesToulouseSaint-ÉtienneBordeauxMontpellier | Saint-DenisMarseilleParisLensLyonNantesToulouseSaint-ÉtienneBordeauxMontpellier | Saint-DenisMarseilleParisLensLyonNantesToulouseSaint-ÉtienneBordeauxMontpellier |
| Sức chứa: 39.500                                 | Saint-DenisMarseilleParisLensLyonNantesToulouseSaint-ÉtienneBordeauxMontpellier | Saint-DenisMarseilleParisLensLyonNantesToulouseSaint-ÉtienneBordeauxMontpellier | Saint-DenisMarseilleParisLensLyonNantesToulouseSaint-ÉtienneBordeauxMontpellier |
|                                                  | Saint-DenisMarseilleParisLensLyonNantesToulouseSaint-ÉtienneBordeauxMontpellier | Saint-DenisMarseilleParisLensLyonNantesToulouseSaint-ÉtienneBordeauxMontpellier | Saint-DenisMarseilleParisLensLyonNantesToulouseSaint-ÉtienneBordeauxMontpellier |
| Toulouse                                         | Saint-Étienne                                                                   | Bordeaux                                                                        | Montpellier                                                                     |
| Sân vận động Toulouse                            | Sân vận động Geoffroy-Guichard                                                  | Parc Lescure                                                                    | Sân vận động Mosson                                                             |
| 43°34′59,93″B 1°26′2,57″Đ / 43,56667°B 1,43333°Đ | 45°27′38,76″B 4°23′24,42″Đ / 45,45°B 4,38333°Đ                                  | 44°49′45″B 0°35′52″T / 44,82917°B 0,59778°T                                     | 43°37′19,85″B 3°48′43,28″Đ / 43,61667°B 3,8°Đ                                   |
| Sức chứa: 37.000                                 | Sức chứa: 36.000                                                                | Sức chứa: 35.200                                                                | Sức chứa: 34.000                                                                |
|                                                  |                                                                                 |                                                                                 |                                                                                 |

## Trọng tài
| CAF - Gamal Al-Ghandour (Ai Cập) - Said Belqola (Maroc) - Lucien Bouchardeau (Niger) - Lim Kee Chong (Mauritius) - Ian McLeod (Nam Phi) AFC - Masayoshi Okada (Nhật Bản) - Abdul Rahman Al-Zeid (Ả Rập Xê Út) - Pirom Un-Prasert (Thái Lan) - Ali Bujsaim (UAE) UEFA - Günter Benkö (Áo) - Kim Milton Nielsen (Đan Mạch) - Paul Durkin (Anh) - Marc Batta (Pháp) - Bernd Heynemann (Đức) - László Vágner (Hungary) - Pierluigi Collina (Ý) - Mario van der Ende (Hà Lan) - Rune Pedersen (Na Uy) - Ryszard Wójcik (Ba Lan) - Vítor Melo Pereira (Bồ Đào Nha) - Nikolai Levnikov (Nga) - Hugh Dallas (Scotland) - José Garcia Aranda (Tây Ban Nha) - Urs Meier (Thụy Sĩ) | CONCACAF - Arturo Brizio Carter (México) - Ramesh Ramdhan (Trinidad và Tobago) - Esfandiar Baharmast (Hoa Kỳ) OFC - Edward Lennie (Úc) - Mikey Kokupaloon (Tuvalu) CONMEBOL - Javier Castrilli (Argentina) - Márcio Rezende de Freitas (Brasil) - Mario Sanchez Yanten (Chile) - John Toro Rendon (Colombia) - Epifanio González (Paraguay) - Alberto Tejada (Peru) |

## Vòng chung kết

### Vòng bảng
Giờ thi đấu tính theo giờ địa phương (UTC+2)
| Màu sắc được sử dụng trong bảng | Màu sắc được sử dụng trong bảng                   |
| ------------------------------- | ------------------------------------------------- |
|                                 | Hai đội đứng đầu bảng giành quyền vào vòng 16 đội |

#### Bảng A
| Đội      | Trận | Thắng | Hòa | Thua | BT | BB | HS | Điểm |
| -------- | ---- | ----- | --- | ---- | -- | -- | -- | ---- |
| Brasil   | 3    | 2     | 0   | 1    | 6  | 3  | +3 | 6    |
| Na Uy    | 3    | 1     | 2   | 0    | 5  | 4  | +1 | 5    |
| Maroc    | 3    | 1     | 1   | 1    | 5  | 5  | 0  | 4    |
| Scotland | 3    | 0     | 1   | 2    | 2  | 6  | –4 | 1    |

| 10 tháng 6 năm 1998 |     |          |                                               |
| Brasil              | 2–1 | Scotland | Stade de France, Saint-Denis                  |
| Maroc               | 2–2 | Na Uy    | Sân vận động Mosson, Montpellier              |
| 16 tháng 6 năm 1998 |     |          |                                               |
| Scotland            | 1–1 | Na Uy    | Parc Lescure, Bordeaux                        |
| Brasil              | 3–0 | Maroc    | Sân vận động Beaujoire, Nantes                |
| 23 tháng 6 năm 1998 |     |          |                                               |
| Brasil              | 1–2 | Na Uy    | Sân vận động Vélodrome, Marseille             |
| Scotland            | 0–3 | Maroc    | Sân vận động Geoffroy-Guichard, Saint-Étienne |

#### Bảng B
| Đội      | Trận | Thắng | Hòa | Thua | BT | BB | HS | Điểm |
| -------- | ---- | ----- | --- | ---- | -- | -- | -- | ---- |
| Ý        | 3    | 2     | 1   | 0    | 7  | 3  | +4 | 7    |
| Chile    | 3    | 0     | 3   | 0    | 4  | 4  | 0  | 3    |
| Áo       | 3    | 0     | 2   | 1    | 3  | 4  | –1 | 2    |
| Cameroon | 3    | 0     | 2   | 1    | 2  | 5  | –3 | 2    |

| 11 tháng 6 năm 1998 |     |          |                                               |
| Ý                   | 2–2 | Chile    | Parc Lescure, Bordeaux                        |
| Cameroon            | 1–1 | Áo       | Sân vận động Toulouse, Toulouse               |
| 17 tháng 6 năm 1998 |     |          |                                               |
| Chile               | 1–1 | Áo       | Sân vận động Geoffroy-Guichard, Saint-Étienne |
| Ý                   | 3–0 | Cameroon | Sân vận động Mosson, Montpellier              |
| 23 tháng 6 năm 1998 |     |          |                                               |
| Ý                   | 2–1 | Áo       | Stade de France, Saint-Denis                  |
| Chile               | 1–1 | Cameroon | Sân vận động Beaujoire, Nantes                |

#### Bảng C
| Đội         | Trận | Thắng | Hòa | Thua | BT | BB | HS | Điểm |
| ----------- | ---- | ----- | --- | ---- | -- | -- | -- | ---- |
| Pháp        | 3    | 3     | 0   | 0    | 9  | 1  | +8 | 9    |
| Đan Mạch    | 3    | 1     | 1   | 1    | 3  | 3  | 0  | 4    |
| Nam Phi     | 3    | 0     | 2   | 1    | 3  | 6  | –3 | 2    |
| Ả Rập Xê Út | 3    | 0     | 1   | 2    | 2  | 7  | –5 | 1    |

| 12 tháng 6 năm 1998 |     |             |                                   |
| Ả Rập Xê Út         | 0–1 | Đan Mạch    | Sân vận động Félix-Bollaert, Lens |
| Pháp                | 3–0 | Nam Phi     | Sân vận động Vélodrome, Marseille |
| 18 tháng 6 năm 1998 |     |             |                                   |
| Nam Phi             | 1–1 | Đan Mạch    | Sân vận động Toulouse, Toulouse   |
| Pháp                | 4–0 | Ả Rập Xê Út | Stade de France, Saint-Denis      |
| 24 tháng 6 năm 1998 |     |             |                                   |
| Pháp                | 2–1 | Đan Mạch    | Sân vận động Gerland, Lyon        |
| Nam Phi             | 2–2 | Ả Rập Xê Út | Parc Lescure, Bordeaux            |

#### Bảng D
| Đội         | Trận | Thắng | Hòa | Thua | BT | BB | HS | Điểm |
| ----------- | ---- | ----- | --- | ---- | -- | -- | -- | ---- |
| Nigeria     | 3    | 2     | 0   | 1    | 5  | 5  | 0  | 6    |
| Paraguay    | 3    | 1     | 2   | 0    | 3  | 1  | +2 | 5    |
| Tây Ban Nha | 3    | 1     | 1   | 1    | 8  | 4  | +4 | 4    |
| Bulgaria    | 3    | 0     | 1   | 2    | 1  | 7  | –6 | 1    |

| 12 tháng 6 năm 1998 |     |          |                                               |
| Paraguay            | 0–0 | Bulgaria | Sân vận động Mosson, Montpellier              |
| 13 tháng 6 năm 1998 |     |          |                                               |
| Tây Ban Nha         | 2–3 | Nigeria  | Sân vận động Beaujoire, Nantes                |
| 19 tháng 6 năm 1998 |     |          |                                               |
| Nigeria             | 1–0 | Bulgaria | Sân vận động Công viên các Hoàng tử, Paris    |
| Tây Ban Nha         | 0–0 | Paraguay | Sân vận động Geoffroy-Guichard, Saint-Étienne |
| 24 tháng 6 năm 1998 |     |          |                                               |
| Nigeria             | 1–3 | Paraguay | Sân vận động Toulouse, Toulouse               |
| Tây Ban Nha         | 6–1 | Bulgaria | Sân vận động Félix-Bollaert, Lens             |

#### Bảng E
| Đội      | Trận | Thắng | Hòa | Thua | BT | BB | HS | Điểm |
| -------- | ---- | ----- | --- | ---- | -- | -- | -- | ---- |
| Hà Lan   | 3    | 1     | 2   | 0    | 7  | 2  | +5 | 5    |
| México   | 3    | 1     | 2   | 0    | 7  | 5  | +2 | 5    |
| Bỉ       | 3    | 0     | 3   | 0    | 3  | 3  | 0  | 3    |
| Hàn Quốc | 3    | 0     | 1   | 2    | 2  | 9  | –7 | 1    |

| 13 tháng 6 năm 1998 |     |          |                                               |
| Hàn Quốc            | 1–3 | México   | Sân vận động Gerland, Lyon                    |
| Hà Lan              | 0–0 | Bỉ       | Stade de France, Saint-Denis                  |
| 20 tháng 6 năm 1998 |     |          |                                               |
| Bỉ                  | 2–2 | México   | Parc Lescure, Bordeaux                        |
| Hà Lan              | 5–0 | Hàn Quốc | Sân vận động Vélodrome, Marseille             |
| 25 tháng 6 năm 1998 |     |          |                                               |
| Hà Lan              | 2–2 | México   | Sân vận động Geoffroy-Guichard, Saint-Étienne |
| Bỉ                  | 1–1 | Hàn Quốc | Sân vận động Công viên các Hoàng tử, Paris    |

#### Bảng F
| Đội    | Trận | Thắng | Hòa | Thua | BT | BB | HS | Điểm |
| ------ | ---- | ----- | --- | ---- | -- | -- | -- | ---- |
| Đức    | 3    | 2     | 1   | 0    | 6  | 2  | +4 | 7    |
| Nam Tư | 3    | 2     | 1   | 0    | 4  | 2  | +2 | 7    |
| Iran   | 3    | 1     | 0   | 2    | 2  | 4  | –2 | 3    |
| Hoa Kỳ | 3    | 0     | 0   | 3    | 1  | 5  | –4 | 0    |

| 14 tháng 6 năm 1998 |     |        |                                               |
| Nam Tư              | 1–0 | Iran   | Sân vận động Geoffroy-Guichard, Saint-Étienne |
| 15 tháng 6 năm 1998 |     |        |                                               |
| Đức                 | 2–0 | Hoa Kỳ | Sân vận động Công viên các Hoàng tử, Paris    |
| 21 tháng 6 năm 1998 |     |        |                                               |
| Đức                 | 2–2 | Nam Tư | Sân vận động Félix-Bollaert, Lens             |
| Hoa Kỳ              | 1–2 | Iran   | Sân vận động Gerland, Lyon                    |
| 25 tháng 6 năm 1998 |     |        |                                               |
| Hoa Kỳ              | 0–1 | Nam Tư | Sân vận động Beaujoire, Nantes                |
| Đức                 | 2–0 | Iran   | Sân vận động Mosson, Montpellier              |

#### Bảng G
| Đội      | Trận | Thắng | Hòa | Thua | BT | BB | HS | Điểm |
| -------- | ---- | ----- | --- | ---- | -- | -- | -- | ---- |
| România  | 3    | 2     | 1   | 0    | 4  | 2  | +2 | 7    |
| Anh      | 3    | 2     | 0   | 1    | 5  | 2  | +3 | 6    |
| Colombia | 3    | 1     | 0   | 2    | 1  | 3  | –2 | 3    |
| Tunisia  | 3    | 0     | 1   | 2    | 1  | 4  | –3 | 1    |

| 15 tháng 6 năm 1998 |     |          |                                   |
| Anh                 | 2–0 | Tunisia  | Sân vận động Vélodrome, Marseille |
| România             | 1–0 | Colombia | Sân vận động Gerland, Lyon        |
| 22 tháng 6 năm 1998 |     |          |                                   |
| Colombia            | 1–0 | Tunisia  | Sân vận động Mosson, Montpellier  |
| România             | 2–1 | Anh      | Sân vận động Toulouse, Toulouse   |
| 26 tháng 6 năm 1998 |     |          |                                   |
| Colombia            | 0–2 | Anh      | Sân vận động Félix-Bollaert, Lens |
| România             | 1–1 | Tunisia  | Stade de France, Saint-Denis      |

#### Bảng H
| Đội       | Trận | Thắng | Hòa | Thua | BT | BB | HS | Điểm |
| --------- | ---- | ----- | --- | ---- | -- | -- | -- | ---- |
| Argentina | 3    | 3     | 0   | 0    | 7  | 0  | +7 | 9    |
| Croatia   | 3    | 2     | 0   | 1    | 4  | 2  | +2 | 6    |
| Jamaica   | 3    | 1     | 0   | 2    | 3  | 9  | –6 | 3    |
| Nhật Bản  | 3    | 0     | 0   | 3    | 1  | 4  | –3 | 0    |

| 14 tháng 6 năm 1998 |     |          |                                            |
| Argentina           | 1–0 | Nhật Bản | Sân vận động Toulouse, Toulouse            |
| Jamaica             | 1–3 | Croatia  | Sân vận động Félix-Bollaert, Lens          |
| 20 tháng 6 năm 1998 |     |          |                                            |
| Nhật Bản            | 0–1 | Croatia  | Sân vận động Beaujoire, Nantes             |
| 21 tháng 6 năm 1998 |     |          |                                            |
| Argentina           | 5–0 | Jamaica  | Sân vận động Công viên các Hoàng tử, Paris |
| 26 tháng 6 năm 1998 |     |          |                                            |
| Argentina           | 1–0 | Croatia  | Parc Lescure, Bordeaux                     |
| Nhật Bản            | 1–2 | Jamaica  | Sân vận động Gerland, Lyon                 |

### Vòng đấu loại trực tiếp

#### Tóm tắt
|  | Round of 16              | Round of 16             |                          |       | Tứ kết        | Tứ kết        |                    |                    | Bán kết | Bán kết |  |  | Chung kết | Chung kết |
|  |                          |                         |                          |       |               |               |                    |                    |         |         |  |  |           |           |
|  | 27 tháng 6 - Paris       |                         |                          |       |               |               |                    |                    |         |         |  |  |           |           |
|  |                          |                         |                          |       |               |               |                    |                    |         |         |  |  |           |           |
|  | Brasil                   | 4                       |                          |       |               |               |                    |                    |         |         |  |  |           |           |
|  | Brasil                   | 4                       | 3 tháng 7 - Nantes       |       |               |               |                    |                    |         |         |  |  |           |           |
|  | Chile                    | 1                       |                          |       |               |               |                    |                    |         |         |  |  |           |           |
|  | Chile                    | 1                       | Brasil                   | 3     |               |               |                    |                    |         |         |  |  |           |           |
|  | 28 tháng 6 - Saint-Denis |                         | Brasil                   | 3     |               |               |                    |                    |         |         |  |  |           |           |
|  |                          | Đan Mạch                | 2                        |       |               |               |                    |                    |         |         |  |  |           |           |
|  | Nigeria                  | Đan Mạch                | 2                        | 1     |               |               |                    |                    |         |         |  |  |           |           |
|  | Nigeria                  |                         | 7 tháng 7 - Marseille    | 1     |               |               |                    |                    |         |         |  |  |           |           |
|  | Đan Mạch                 | 4                       |                          |       |               |               |                    |                    |         |         |  |  |           |           |
|  | Đan Mạch                 | 4                       | Brasil (pen.)            | 1 (4) |               |               |                    |                    |         |         |  |  |           |           |
|  | 29 tháng 6 - Toulouse    |                         | Brasil (pen.)            | 1 (4) |               |               |                    |                    |         |         |  |  |           |           |
|  |                          | Hà Lan                  | 1 (2)                    |       |               |               |                    |                    |         |         |  |  |           |           |
|  | Hà Lan                   | Hà Lan                  | 1 (2)                    | 2     |               |               |                    |                    |         |         |  |  |           |           |
|  | Hà Lan                   | 4 tháng 7 - Marseille   |                          | 2     |               |               |                    |                    |         |         |  |  |           |           |
|  | Nam Tư                   | 1                       |                          |       |               |               |                    |                    |         |         |  |  |           |           |
|  | Nam Tư                   | 1                       | Hà Lan                   | 2     |               |               |                    |                    |         |         |  |  |           |           |
|  | 30 tháng 6 - St. Étienne |                         | Hà Lan                   | 2     |               |               |                    |                    |         |         |  |  |           |           |
|  |                          | Argentina               | 1                        |       |               |               |                    |                    |         |         |  |  |           |           |
|  | Argentina (pen.)         | Argentina               | 1                        | 2 (4) |               |               |                    |                    |         |         |  |  |           |           |
|  | Argentina (pen.)         |                         | 12 tháng 7 - Saint-Denis | 2 (4) |               |               |                    |                    |         |         |  |  |           |           |
|  | Anh                      | 2 (3)                   |                          |       |               |               |                    |                    |         |         |  |  |           |           |
|  | Anh                      | 2 (3)                   | Brasil                   | 0     |               |               |                    |                    |         |         |  |  |           |           |
|  | 27 tháng 6 - Marseille   |                         | Brasil                   | 0     |               |               |                    |                    |         |         |  |  |           |           |
|  |                          | Pháp                    | 3                        |       |               |               |                    |                    |         |         |  |  |           |           |
|  | Ý                        | Pháp                    | 3                        | 1     |               |               |                    |                    |         |         |  |  |           |           |
|  | Ý                        | 3 tháng 7 - Saint-Denis |                          | 1     |               |               |                    |                    |         |         |  |  |           |           |
|  | Na Uy                    | 0                       |                          |       |               |               |                    |                    |         |         |  |  |           |           |
|  | Na Uy                    | 0                       | Ý                        | 0 (3) |               |               |                    |                    |         |         |  |  |           |           |
|  | 28 tháng 6 - Lens        |                         | Ý                        | 0 (3) |               |               |                    |                    |         |         |  |  |           |           |
|  |                          | Pháp (pen.)             | 0 (4)                    |       |               |               |                    |                    |         |         |  |  |           |           |
|  | Pháp (h.p.)              | Pháp (pen.)             | 0 (4)                    | 1     |               |               |                    |                    |         |         |  |  |           |           |
|  | Pháp (h.p.)              |                         | 8 tháng 7 - Saint-Denis  | 1     |               |               |                    |                    |         |         |  |  |           |           |
|  | Paraguay                 | 0                       |                          |       |               |               |                    |                    |         |         |  |  |           |           |
|  | Paraguay                 | 0                       | Pháp                     | 2     |               |               |                    |                    |         |         |  |  |           |           |
|  | 29 tháng 6 - Montpellier |                         | Pháp                     | 2     |               |               |                    |                    |         |         |  |  |           |           |
|  |                          | Croatia                 | 1                        |       | Tranh hạng ba | Tranh hạng ba |                    |                    |         |         |  |  |           |           |
|  | Đức                      | Croatia                 | 1                        | 2     | Tranh hạng ba | Tranh hạng ba |                    |                    |         |         |  |  |           |           |
|  | Đức                      | 4 tháng 7 - Lyon        | 4 tháng 7 - Lyon         | 2     |               |               | 11 tháng 7 - Paris | 11 tháng 7 - Paris |         |         |  |  |           |           |
|  | México                   | 4 tháng 7 - Lyon        | 4 tháng 7 - Lyon         | 1     |               |               | 11 tháng 7 - Paris | 11 tháng 7 - Paris |         |         |  |  |           |           |
|  | México                   | Đức                     | 0                        | 1     | Hà Lan        | 1             |                    |                    |         |         |  |  |           |           |
|  | 30 tháng 6 - Bordeaux    | Đức                     | 0                        |       | Hà Lan        | 1             |                    |                    |         |         |  |  |           |           |
|  |                          | Croatia                 | 3                        |       | Croatia       | 2             |                    |                    |         |         |  |  |           |           |
|  | România                  | Croatia                 | 3                        | 0     | Croatia       | 2             |                    |                    |         |         |  |  |           |           |
|  | România                  |                         |                          | 0     |               |               |                    |                    |         |         |  |  |           |           |
|  | Croatia                  | 1                       |                          |       |               |               |                    |                    |         |         |  |  |           |           |
|  | Croatia                  | 1                       |                          |       |               |               |                    |                    |         |         |  |  |           |           |

#### Vòng 16 đội
| Ý         | 1–0      | Na Uy |
| --------- | -------- | ----- |
| Vieri 18' | Chi tiết |       |

| Brasil                                              | 4–1      | Chile     |
| --------------------------------------------------- | -------- | --------- |
| César Sampaio 11', 27' · Ronaldo 45+1' (ph.đ.), 70' | Chi tiết | Salas 68' |

| Pháp       | 1–0 (s.h.p.) | Paraguay |
| ---------- | ------------ | -------- |
| Blanc 114' | Chi tiết     |          |

| Nigeria       | 1–4      | Đan Mạch                                           |
| ------------- | -------- | -------------------------------------------------- |
| Babangida 78' | Chi tiết | Møller 3' · B. Laudrup 12' · Sand 60' · Helveg 76' |

| Đức                          | 2–1      | México        |
| ---------------------------- | -------- | ------------- |
| Klinsmann 75' · Bierhoff 86' | Chi tiết | Hernández 47' |

| Hà Lan                      | 2–1      | Nam Tư          |
| --------------------------- | -------- | --------------- |
| Bergkamp 38' · Davids 90+2' | Chi tiết | Komljenović 48' |

| România | 0–1      | Croatia             |
| ------- | -------- | ------------------- |
|         | Chi tiết | Šuker 45+2' (ph.đ.) |

| Argentina                                 | 2–2 (s.h.p.) | Anh                                    |
| ----------------------------------------- | ------------ | -------------------------------------- |
| Batistuta 6' (ph.đ.) · Zanetti 45+1'      | Chi tiết     | Shearer 10' (ph.đ.) · Owen 16'         |
| Loạt sút luân lưu                         |              |                                        |
| Berti · Crespo · Verón · Gallardo · Ayala | 4–3          | Shearer · Ince · Merson · Owen · Batty |

#### Tứ kết
| Ý                                                      | 0–0 (s.h.p.) | Pháp                                          |
| ------------------------------------------------------ | ------------ | --------------------------------------------- |
|                                                        | Chi tiết     |                                               |
| Loạt sút luân lưu                                      |              |                                               |
| R. Baggio · Albertini · Costacurta · Vieri · Di Biagio | 3–4          | Zidane · Lizarazu · Trezeguet · Henry · Blanc |

| Brasil                        | 3–2      | Đan Mạch                      |
| ----------------------------- | -------- | ----------------------------- |
| Bebeto 11' · Rivaldo 27', 60' | Chi tiết | Jørgensen 2' · B. Laudrup 50' |

| Hà Lan                      | 2–1      | Argentina |
| --------------------------- | -------- | --------- |
| Kluivert 12' · Bergkamp 89' | Chi tiết | López 18' |

| Đức | 0–3      | Croatia                               |
| --- | -------- | ------------------------------------- |
|     | Chi tiết | Jarni 45+3' · Vlaović 80' · Šuker 85' |

#### Bán kết
| Brasil                              | 1–1 (s.h.p.) | Hà Lan                                    |
| ----------------------------------- | ------------ | ----------------------------------------- |
| Ronaldo 46'                         | Chi tiết     | Kluivert 87'                              |
| Loạt sút luân lưu                   |              |                                           |
| Ronaldo · Rivaldo · Emerson · Dunga | 4–2          | F. de Boer · Bergkamp · Cocu · R. de Boer |

| Pháp            | 2–1      | Croatia   |
| --------------- | -------- | --------- |
| Thuram 47', 69' | Chi tiết | Šuker 46' |

#### Tranh hạng ba
| Hà Lan     | 1–2      | Croatia                    |
| ---------- | -------- | -------------------------- |
| Zenden 21' | Chi tiết | Prosinečki 13' · Šuker 35' |

#### Chung kết
| Brasil | 0–3      | Pháp                            |
| ------ | -------- | ------------------------------- |
|        | Chi tiết | Zidane 27', 45+1' · Petit 90+3' |

## Các cầu thủ ghi bàn
6 bàn
- Davor Šuker

5 bàn
- Gabriel Batistuta
- Christian Vieri

4 bàn
- Ronaldo
- Marcelo Salas
- Luis Hernández

3 bàn
- Bebeto
- César Sampaio
- Rivaldo
- Oliver Bierhoff
- Jürgen Klinsmann
- Dennis Bergkamp
- Thierry Henry

2 bàn
- Michael Owen
- Alan Shearer
- Ariel Ortega
- Marc Wilmots
- Slobodan Komljenović
- Robert Prosinečki
- Brian Laudrup
- Phillip Cocu
- Ronald de Boer
- Patrick Kluivert
- Theodore Whitmore
- Salaheddine Bassir
- Abdeljalil Hadda
- Ricardo Peláez
- Shaun Bartlett
- Emmanuel Petit
- Lilian Thuram
- Zinedine Zidane
- Viorel Moldovan
- Fernando Hierro
- Fernando Morientes
- Roberto Baggio

1 bàn
- Sami Al-Jaber
- Yousuf Al-Thunayan
- Darren Anderton
- David Beckham
- Paul Scholes
- Andreas Herzog
- Toni Polster
- Ivica Vastić
- Claudio López
- Mauricio Pineda
- Javier Zanetti
- Luc Nilis
- Emil Kostadinov
- Patrick M'Boma
- Pierre Njanka
- José Luis Sierra
- Léider Preciado
- Siniša Mihajlović
- Predrag Mijatović
- Dragan Stojković
- Robert Jarni
- Mario Stanić
- Goran Vlaović
- Thomas Helveg
- Martin Jørgensen
- Michael Laudrup
- Peter Møller
- Allan Nielsen
- Marc Rieper
- Ebbe Sand
- Andreas Möller
- Edgar Davids
- Marc Overmars
- Pierre van Hooijdonk
- Boudewijn Zenden
- Ha Seok-Ju
- Yoo Sang-Chul
- Brian McBride
- Hamid Estili
- Robbie Earle
- Mehdi Mahdavikia
- Mustapha Hadji
- Cuauhtémoc Blanco
- Alberto García Aspe
- Dan Eggen
- Håvard Flo
- Tore André Flo
- Kjetil Rekdal
- Benni McCarthy
- Nakayama Masashi
- Mutiu Adepoju
- Tijani Babangida
- Victor Ikpeba
- Sunday Oliseh
- Wilson Oruma
- Celso Ayala
- Miguel Ángel Benítez
- José Cardozo
- Laurent Blanc
- Youri Djorkaeff
- Christophe Dugarry
- Bixente Lizarazu
- David Trezeguet
- Adrian Ilie
- Dan Petrescu
- Craig Burley
- John Collins
- Kiko
- Luis Enrique
- Raúl
- Skander Souayah
- Luigi Di Biagio

Phản lưới nhà
- Georgi Bachev (gặp Tây Ban Nha)
- Youssef Chippo (gặp Na Uy)
- Tom Boyd (gặp Brasil)
- Pierre Issa (gặp Pháp)
- Andoni Zubizarreta (gặp Nigeria)
- Siniša Mihajlović (gặp Đức)

### Các giải thưởng
| Chiếc giày vàng | Quả bóng vàng | Giải Yashin    | Đội tuyển chơi đẹp | Đội tuyển hấp dẫn |
| --------------- | ------------- | -------------- | ------------------ | ----------------- |
| Davor Šuker     | Ronaldo       | Fabien Barthez | Anh · Pháp         | Pháp              |

### Danh sách các cầu thủ nhận thẻ đỏ của giải đấu
- Ariel Ortega
- Gert Verheyen
- Anatoli Nankov
- Raymond Kalla
- Lauren
- Rigobert Song
- Miklos Molnar
- Morten Wieghorst
- David Beckham
- Laurent Blanc
- Marcel Desailly
- Zinedine Zidane
- Christian Wörns
- Darryl Powell
- Ha Seok-ju
- Pável Pardo
- Ramón Ramírez
- Patrick Kluivert
- Arthur Numan
- Mohammed Al-Khilaiwi
- Craig Burley
- Alfred Phiri

### Đội hình toàn sao
| Thủ môn                            | Hậu vệ                                                                    | Tiền vệ                                                    | Tiền đạo                                          |
| ---------------------------------- | ------------------------------------------------------------------------- | ---------------------------------------------------------- | ------------------------------------------------- |
| Fabien Barthez José Luis Chilavert | Roberto Carlos Marcel Desailly Lilian Thuram Frank de Boer Carlos Gamarra | Dunga Rivaldo Michael Laudrup Zinedine Zidane Edgar Davids | Ronaldo Davor Šuker Brian Laudrup Dennis Bergkamp |

### Bảng xếp hạng giải đấu
| Hạng                  | Đội         | Bảng | Trận | Thắng | Hòa | Thua | BT | BB | HS  | Điểm |
| --------------------- | ----------- | ---- | ---- | ----- | --- | ---- | -- | -- | --- | ---- |
| 1                     | Pháp        | C    | 7    | 6     | 1   | 0    | 15 | 2  | +13 | 19   |
| 2                     | Brasil      | A    | 7    | 4     | 1   | 2    | 14 | 10 | +4  | 13   |
| 3                     | Croatia     | H    | 7    | 5     | 0   | 2    | 11 | 5  | +6  | 15   |
| 4                     | Hà Lan      | E    | 7    | 3     | 3   | 1    | 13 | 7  | +5  | 12   |
| Bị loại ở tứ kết      |             |      |      |       |     |      |    |    |     |      |
| 5                     | Ý           | B    | 5    | 3     | 2   | 0    | 8  | 3  | +5  | 11   |
| 6                     | Argentina   | H    | 5    | 3     | 1   | 1    | 10 | 4  | +6  | 10   |
| 7                     | Đức         | F    | 5    | 3     | 1   | 1    | 8  | 6  | +2  | 10   |
| 8                     | Đan Mạch    | C    | 5    | 2     | 1   | 2    | 9  | 7  | +2  | 7    |
| Bị loại ở vòng 16 đội |             |      |      |       |     |      |    |    |     |      |
| 9                     | Anh         | G    | 4    | 2     | 1   | 1    | 7  | 4  | +3  | 7    |
| 10                    | Nam Tư      | F    | 4    | 2     | 1   | 1    | 5  | 4  | +1  | 7    |
| 11                    | România     | G    | 4    | 2     | 1   | 1    | 4  | 3  | +1  | 7    |
| 12                    | Nigeria     | D    | 4    | 2     | 0   | 2    | 6  | 9  | −3  | 6    |
| 13                    | México      | E    | 4    | 1     | 2   | 1    | 8  | 7  | +1  | 5    |
| 14                    | Paraguay    | D    | 4    | 1     | 2   | 1    | 3  | 2  | +1  | 5    |
| 15                    | Na Uy       | A    | 4    | 1     | 2   | 1    | 5  | 5  | 0   | 5    |
| 16                    | Chile       | B    | 4    | 0     | 3   | 1    | 5  | 8  | −3  | 3    |
| Bị loại ở vòng bảng   |             |      |      |       |     |      |    |    |     |      |
| 17                    | Tây Ban Nha | D    | 3    | 1     | 1   | 1    | 8  | 4  | +4  | 4    |
| 18                    | Maroc       | A    | 3    | 1     | 1   | 1    | 5  | 5  | 0   | 4    |
| 19                    | Bỉ          | E    | 3    | 0     | 3   | 0    | 3  | 3  | 0   | 3    |
| 20                    | Iran        | F    | 3    | 1     | 0   | 2    | 2  | 4  | −2  | 3    |
| 21                    | Colombia    | G    | 3    | 1     | 0   | 2    | 1  | 3  | −2  | 3    |
| 22                    | Jamaica     | H    | 3    | 1     | 0   | 2    | 3  | 9  | −6  | 3    |
| 23                    | Áo          | B    | 3    | 0     | 2   | 1    | 3  | 4  | −1  | 2    |
| 24                    | Nam Phi     | C    | 3    | 0     | 2   | 1    | 3  | 6  | −3  | 2    |
| 25                    | Cameroon    | B    | 3    | 0     | 2   | 1    | 2  | 5  | −3  | 2    |
| 26                    | Tunisia     | G    | 3    | 0     | 1   | 2    | 1  | 4  | −3  | 1    |
| 27                    | Scotland    | A    | 3    | 0     | 1   | 2    | 2  | 6  | −4  | 1    |
| 28                    | Ả Rập Xê Út | C    | 3    | 0     | 1   | 2    | 2  | 7  | −5  | 1    |
| 29                    | Bulgaria    | D    | 3    | 0     | 1   | 2    | 1  | 7  | −6  | 1    |
| 30                    | Hàn Quốc    | E    | 3    | 0     | 1   | 2    | 2  | 9  | −7  | 1    |
| 31                    | Nhật Bản    | H    | 3    | 0     | 0   | 3    | 1  | 4  | −3  | 0    |
| 32                    | Hoa Kỳ      | F    | 3    | 0     | 0   | 3    | 1  | 5  | −4  | 0    |